# Karpowicze (rejon wilejski)
Karpowicze (biał. Карпавічы; ros. Карповичи) – wieś na Białorusi, w obwodzie mińskim, w rejonie wilejskim, w sielsowiecie Chocieńczyce.

## Historia
W czasach zaborów wieś w powiecie wilejskim, w guberni wileńskiej Imperium Rosyjskiego. W 1866 roku w 14 domach zamieszkiwało 166 osób. We wsi była kaplica katolicka parafii Radoszkowicze.
W latach 1921–1945 wieś a następnie zaścianek leżał w Polsce, w województwie wileńskim, w powiecie wilejskim, w gminie Chocieńczyce.
Według Powszechnego Spisu Ludności z 1921 roku zamieszkiwało tu 261 osób, 5 było wyznania rzymskokatolickiego a 256 prawosławnego. Jednocześnie 5 mieszkańców zadeklarowało polską a 256 białoruską przynależność narodową. Było tu 45 budynków mieszkalnych. W 1931 w 57 domach zamieszkiwało 308 osób.
Wierni należeli do parafii rzymskokatolickiej w Ilji i prawosławnej w Chocieńczycach. Miejscowość podlegała pod Sąd Grodzki w Ilji i Okręgowy w Wilnie; właściwy urząd pocztowy mieścił się w Chocieńczycach.
W wyniku napaści ZSRR na Polskę we wrześniu 1939 miejscowość znalazła się pod okupacją sowiecką. 2 listopada została włączona do Białoruskiej SRR. Od czerwca 1941 roku pod okupacją niemiecką. W 1944 miejscowość została ponownie zajęta przez wojska sowieckie i włączona do Białoruskiej SRR.
W latach 1940 – 1957 stolica sielsowietu Karpowicze.
Od 1991 w składzie niepodległej Białorusi.